# Daniel Santos (cantante)
Daniel Santos Betancourt (San Juan (Porto Rico), 6 giugno 1916 – Ocala, 27 novembre 1992) è stato un musicista portoricano, considerato uno dei grandi interpreti di generi tropicali come Bolero latino americano, guaracha e guajira.

## Biografia
Figlio di un falegname e di una sarta, dovette lavorare fin da giovanissimo come lustrascarpe per contribuire al sostentamento della famiglia. Verso la fine degli anni '20 emigrò con i genitori e i fratelli a New York. All'età di quattordici anni, divenne indipendente e iniziò a guadagnarsi da vivere come membro di vari gruppi musicali.
Negli anni '30 fece parte del Lyrical Trio e dello Yumurí Ensemble, e si esibì in locali alla moda come il Borinquen Social Club, Los Chilenos e il Casinò Cubano; in quest'ultimo conobbe Pedro Flores, evento cruciale della sua carriera, poiché il compositore, colpito dalla sua voce, lo reclutò per il suo famoso quartetto.
All'inizio degli anni '40 raggiunse la fama eseguendo alcune delle migliori canzoni del Maestro Flores, come  Prisonero del mar, Guaracha amorosa, e soprattutto Despedida, brano estremamente popolare in quel periodo. Nel 1941 fu scelto da Xavier Cugat per sostituire il cantante Miguelito Valdés alla guida della sua orchestra, ma appena entrato a far parte del gruppo dovette abbandonarlo quando fu chiamato dall'esercito americano.